# Partenopajos
Partenopajos (gr. Παρθενοπαῖоς Parthenopaios, od Parthenos ‘Dziewica’, łac. Parthenopaeus) – w mitologii greckiej jeden z siedmiu wodzów.
Uchodził za syna Atalanty i Meleagra. Uczestniczył w wyprawie siedmiu przeciw Tebom wbrew radom swej matki.